# Piasecznik Wielki
Piasecznik Wielki – jezioro w woj. wielkopolskim, w powiecie czarnkowsko-trzcianeckim, w gminie Krzyż Wielkopolski, leżące na terenie Pojezierza Wałeckiego.

## Dane morfometryczne
Powierzchnia zwierciadła wody według różnych źródeł wynosi od 10,4 ha przez 11,0 ha do 13,43 ha (lustra wody i ogólna).
Zwierciadło wody położone jest na wysokości 56,6 m n.p.m. lub 56,5 m n.p.m. Średnia głębokość jeziora wynosi 3,3 m, natomiast głębokość maksymalna 6,1 m.

## Hydronimia
Według spisu opracowanego przez Komisję Nazw Miejscowości i Obiektów Fizjograficznych (KNMiOF) oraz według danych z państwowego rejestru nazw geograficznych zestandaryzowana nazwa tego jeziora to Piasecznik Wielki. W różnych publikacjach i na mapach topograficznych jezioro to występuje pod nazwą Twardowskie, Pestkowe lub Pestkowie.
Dane z państwowego rejestru nazw geograficznych podają oboczną nazwę tego jeziora: Jezioro Twardowskie.